# Herman Woorts
Hermanus Willibrordus (Herman) Woorts (Abcoude, 12 november 1963) is een Nederlands kunsthistoricus, geestelijke en hulpbisschop van de Rooms-Katholieke Kerk.

## Opleiding en werk
Woorts studeerde wijsbegeerte en theologie aan de Katholieke Theologische Universiteit Amsterdam en rondde deze studies af als student van het Ariënskonvikt, aan de Katholieke Theologische Universiteit in Utrecht. Hij werd op 22 februari 1992 priester gewijd door Adrianus kardinaal Simonis. Hij was vervolgens enkele maanden kapelaan in Doetinchem en Wijnbergen alvorens kapelaan te worden in Raalte. Van 1997 tot 2005 was hij pastoor in een parochieverband dat onder meer Dalfsen, Hoonhorst, Lemelerveld, Vilsteren en Hardenberg omvatte. In 2002 werd hij benoemd tot kanunnik van het kapittel van de Utrechtse Sint-Catharinakathedraal. Van 2004 tot 2005 specialiseerde hij zich in de iconografie van de Christelijke kunst, aan het Pauselijk Instituut voor Christelijke Archeologie in Rome.
In 2005 werd hij pastoor van het parochieverband Sint Maarten op de Utrechtse Heuvelrug. In februari 2009 werd hij benoemd tot bisschoppelijk vicaris voor het vicariaat Utrecht. Tevens was hij vicaris voor de liturgie. Verder was hij onder meer lid van de Liturgische Bouw- en Adviescommissie, de Diocesane Commissie Kerkelijk Kunstbezit en het stichtingsbestuur van het Aartsbisschoppelijk Museum (participerend in het Museum Catharijneconvent). Daarnaast beheerde hij als custos reliquiarum de relieken van het aartsbisdom.
Woorts doceert geschiedenis van de kerkelijke kunst aan verscheidene seminaries.

## Bisschop
Op 7 december 2009 benoemde paus Benedictus XVI hem, tegelijk met Ted Hoogenboom, tot hulpbisschop van Utrecht en tot titulair bisschop van Giufi Salaria. Mgr. Woorts werd op 13 februari 2010 door aartsbisschop Eijk tot bisschop gewijd. De concelebrerende en wijdende bisschoppen waren bisschop Hans van den Hende van Breda en Jan de Kok ofm, emeritus hulpbisschop van Utrecht. Hij heeft als wapenspreuk gekozen: Christus Filius Dei vivi (Christus, de Zoon van de levende God) (Matteüs 16, 16).
Kort na zijn benoeming werd in de Nederlandse media beweerd dat hij liederen van de ex-jezuïet Huub Oosterhuis, waaronder De steppe zal bloeien, zou verbieden voor gebruik in de eredienst. Die aanname bleek echter ongegrond.